# Costigliole Saluzzo
Costigliole Saluzzo ist eine Gemeinde in der italienischen Provinz Cuneo (CN), Region Piemont.

## Lage und Einwohner
Costigliole Saluzzo liegt rund 23 km nördlich von der Provinzhauptstadt Cuneo entfernt. Das Gemeindegebiet umfasst eine Fläche von 15 km² und hat 3317 Einwohner (Stand 31. Dezember 2023). Zur Gemeinde zählen auch die beiden Weiler Ceretto und San Michele. 
Die Nachbargemeinden sind Busca, Piasco, Rossana, Verzuolo und Villafalletto.

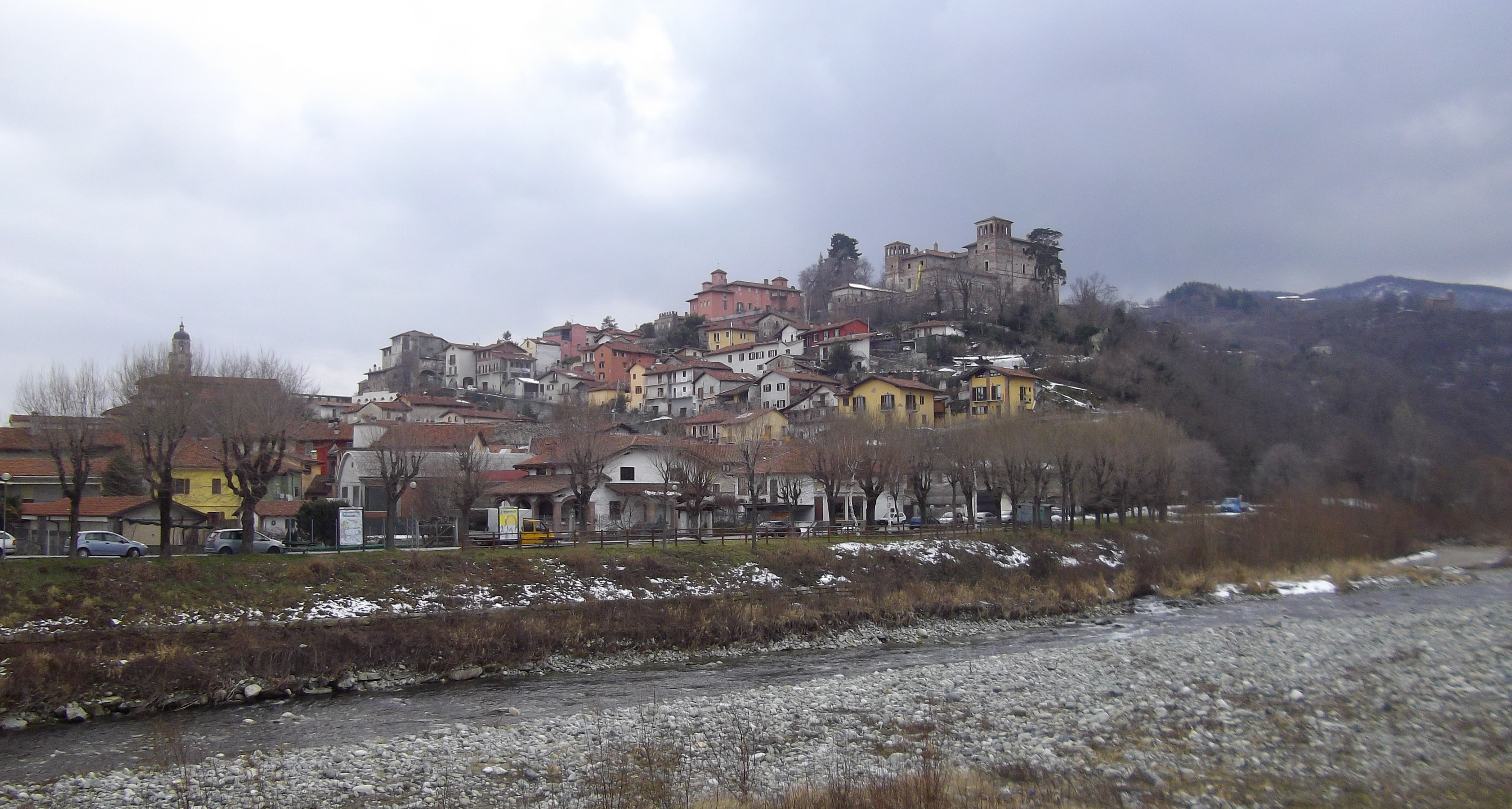
Costigliole Saluzzo

## Geschichte
Die ersten Nachrichten über das Zentrum stammen aus der zweiten Hälfte des 12. Jahrhunderts. Das in einem damaligen Dokument als „Costeolis“ zitierte Toponym leitet sich vom lateinischen COSTA, „Küste, Rippe, Seite“, mit dem Zusatz des Diminutivsuffixes -EOLUS ab. Die Angabe, die dazu dient, den Ort von Costigliole d’Asti zu unterscheiden, bezieht sich eindeutig auf die nahegelegene Stadt, deren Name, von einigen mit dem römischen Nachnamen SALLUTIUS bezeichnet, von anderen vom lateinischen SALUCULA, der Verkleinerungsform von SALA, abgeleitet ist, das in verwendet wird Gefühl einer „eleganten Villa“.
Früher ein Lehen der Adelsfamilie Costanzia, folgte es den Ereignissen des Markgrafen von Saluzzo. In der zweiten Hälfte des 15. Jahrhunderts wurde es von Herzog Karl I. von Savoyen erobert, der die alte Burg und die Verteidigungsmauern zerstörte. Während der napoleonischen Besetzung dem französischen Reich angegliedert, kehrte es nach dem Wiener Kongress zum savoyischen Staat zurück.
Am 5. Januar 1944 versammelten sich zwei Soldatenkolonnen, ein Nazi aus Cuneo und ein zweiter Faschist aus Villafalletto, in Richtung des kleinen Weilers Ceretto, der an der Grenze zwischen Costigliole Saluzzo und Busca liegt. Das Ziel der Nazi-Faschisten bestand darin, die Zivilbevölkerung zu terrorisieren, indem sie den lokalen Widerstand niederschlugen. Als sie im Dorf ankamen, begannen die Deutschen und Faschisten, die Häuser zu durchsuchen und einige der Bewohner zu töten, die versuchten, sich selbst zu retten oder ihr Vieh zu schützen. Tatsächlich plünderten und brannten die Nazifaschisten während der Razzia über zwanzig Häuser nieder. Eine Gruppe gefangener Männer wurde auf den freien Platz vor der Ceretto-Kirche gebracht und dort erschossen. Im Gesamten gab es 27 Opfer, hauptsächlich Zivilisten, die in der Gegend leben. Auch 27 Häuser werden in Brand gesteckt.

## Sehenswertes
Unter den historisch-architektonischen Zeugnissen stechen folgende hervor. Der Palast der Grafen Giriodi im Barockstil mit einem majestätischen Portal und das Rote Schloss, Renaissance-Residenz der örtlichen Herren, mit Fresken aus dem späten 15. Jahrhundert.
Das Reynaudi-Schloss und das Gemeindegebäude sind ebenfalls sehenswert. Dazu die Loggia des Palastes La Tour und die Pfarrkirche Santa Maria Maddalena, in der prächtige Fresken aus dem Anfang des 16. Jahrhunderts zu sehen sind.

## Partnergemeinden
- Banon
- Beaumont-lès-Valence
- Oriolo

## Galerie

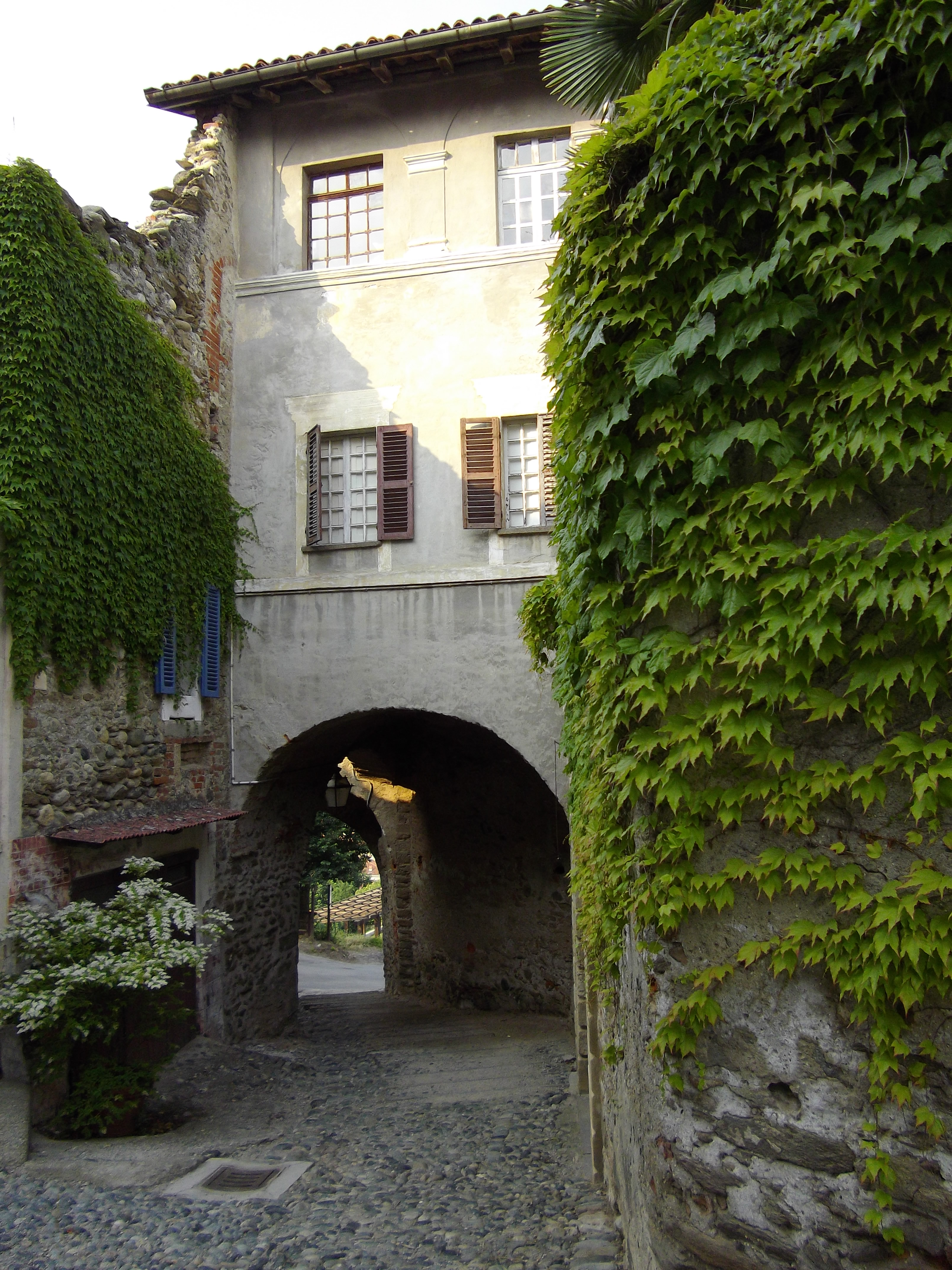
Steinbogen im Dorf
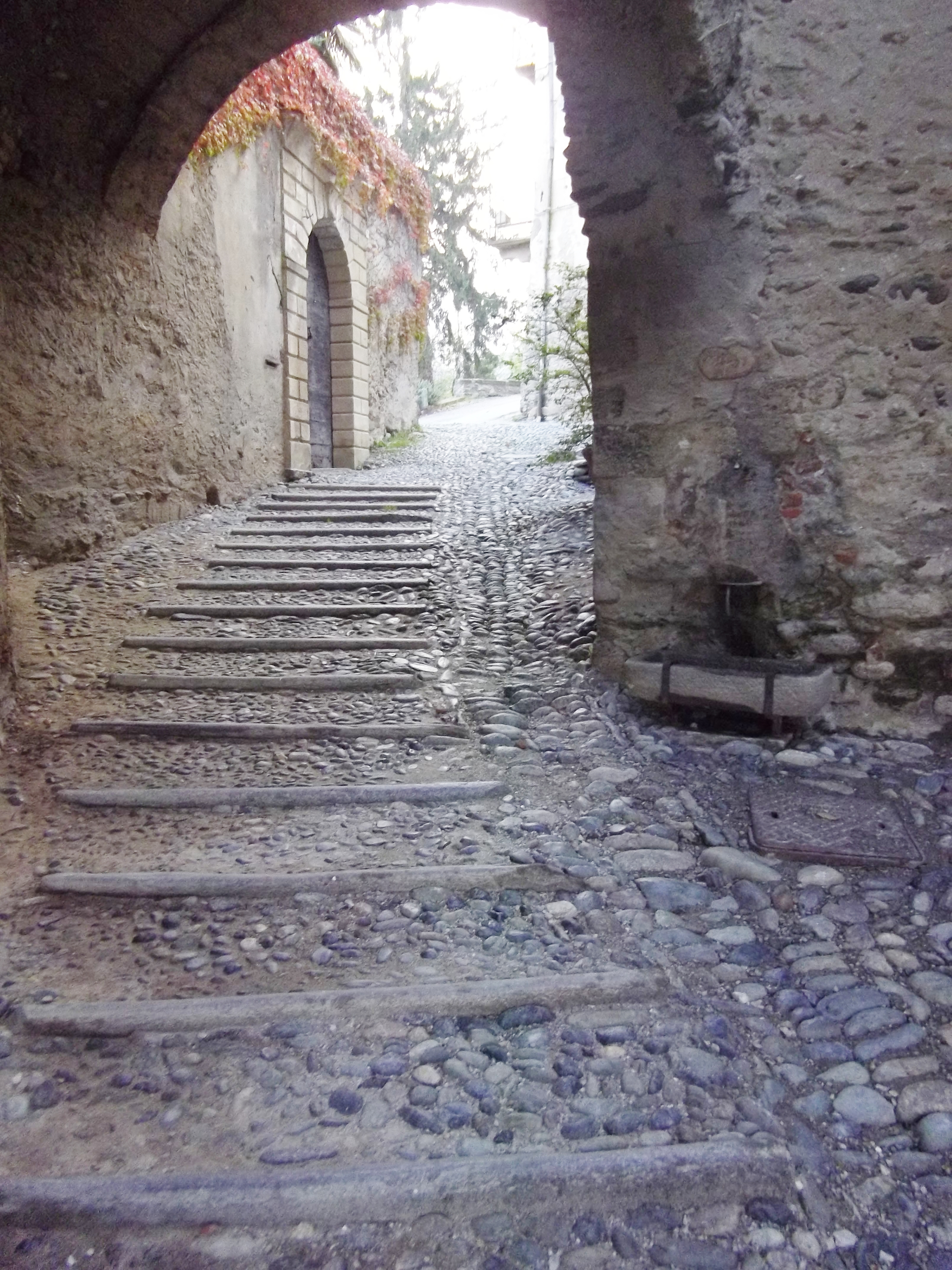
Treppe im alten Dorfteil
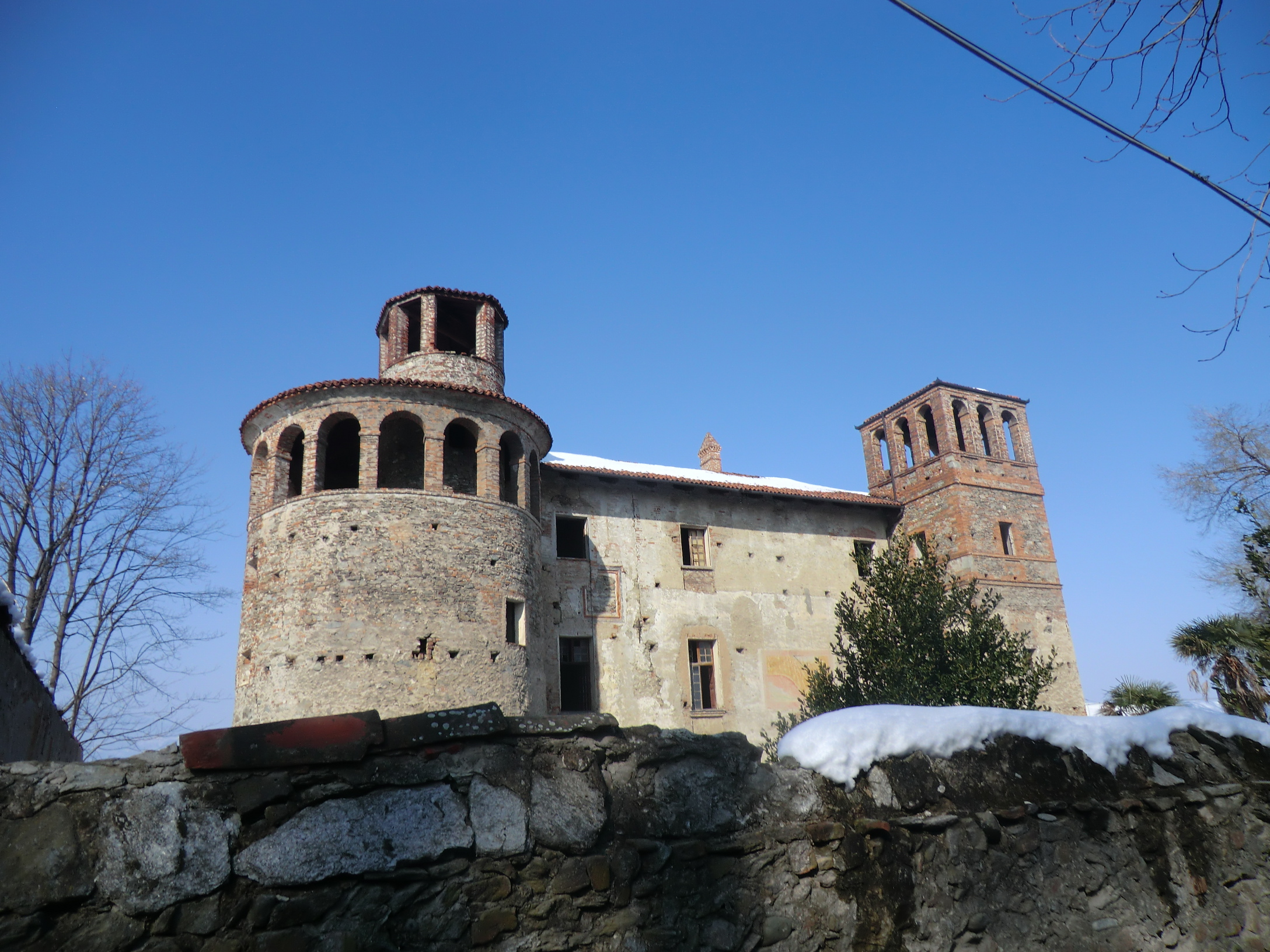
Castello Reynaudi
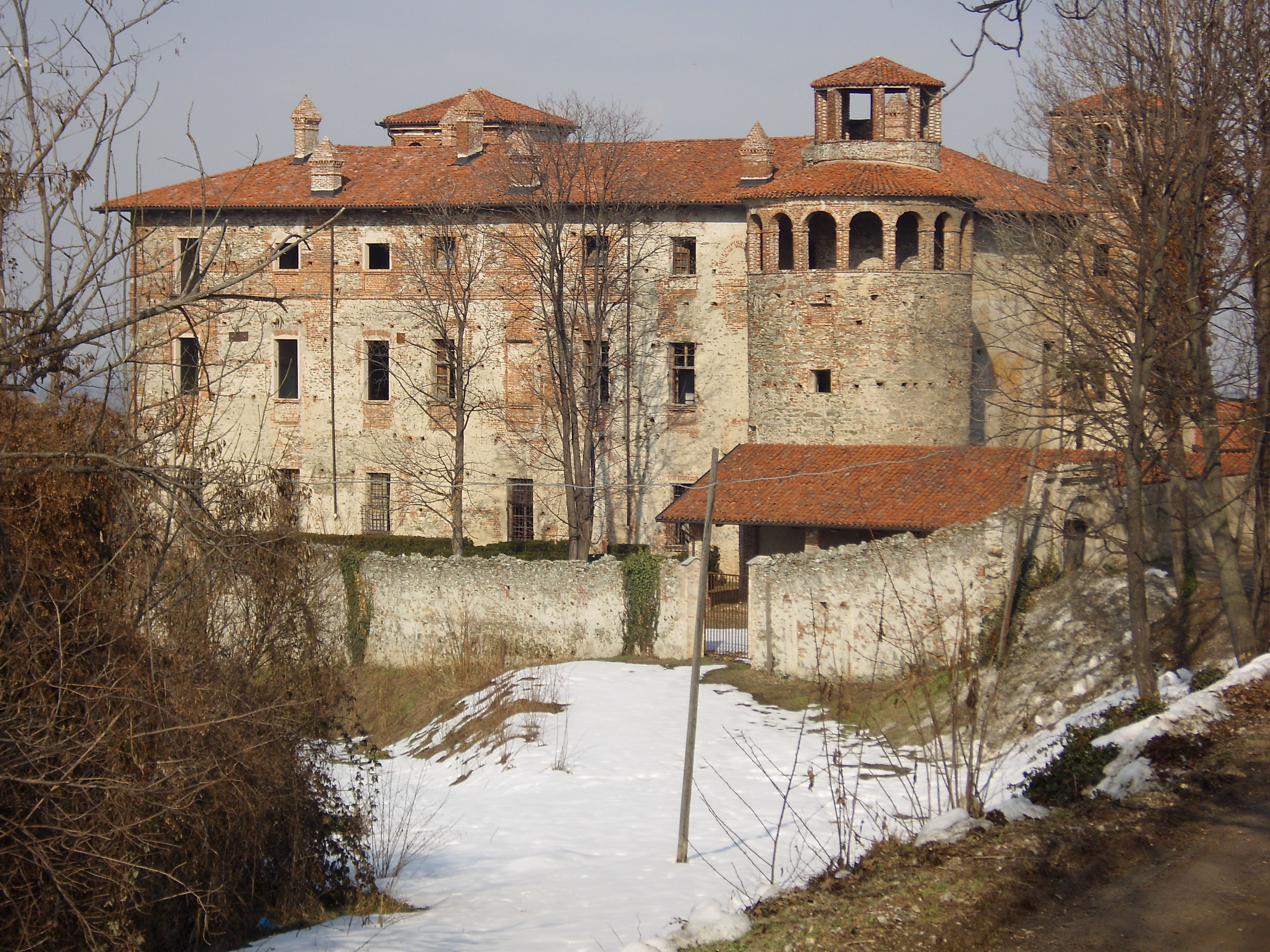
Castello Reynaudi
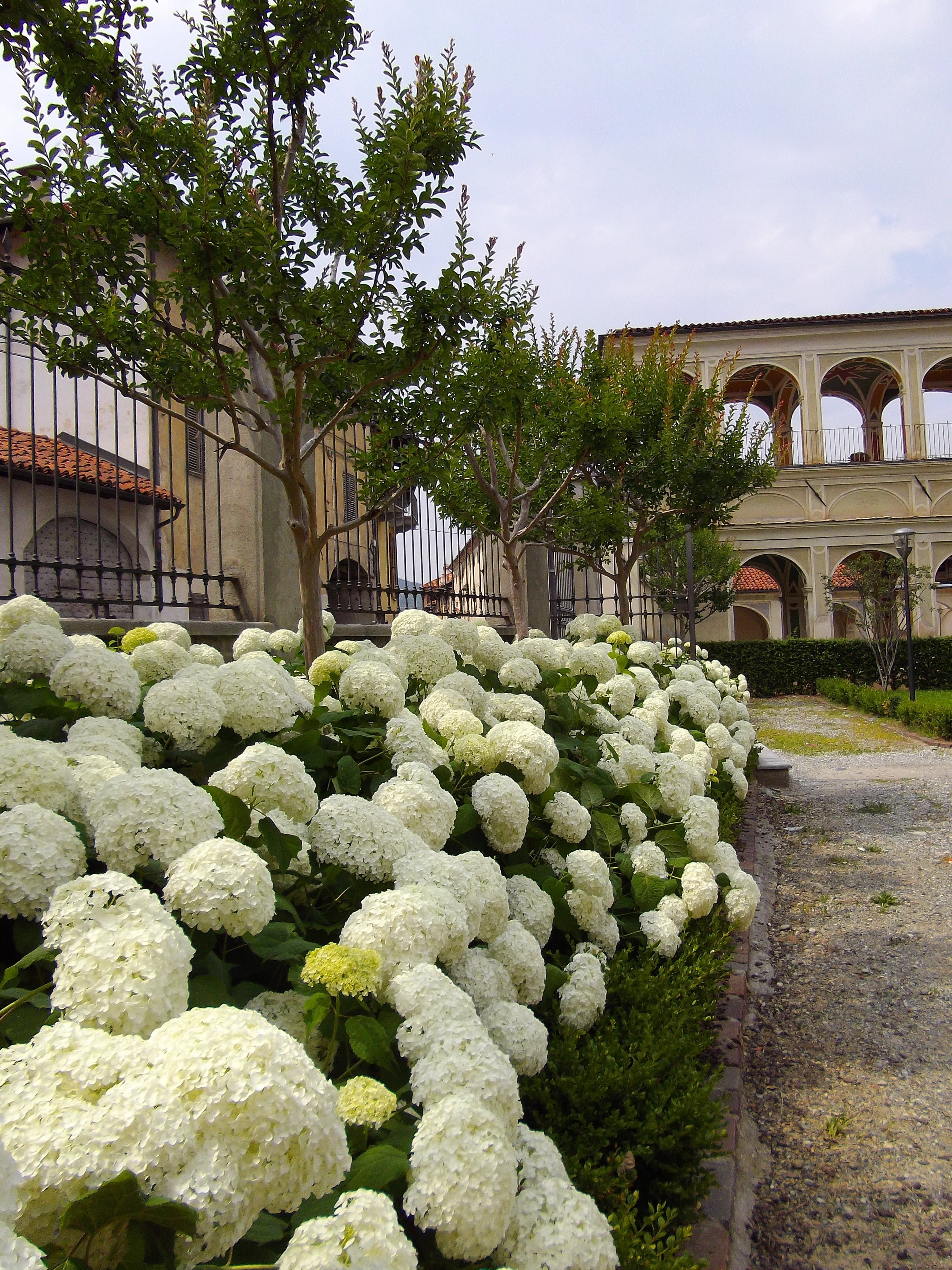
Palazzo Sarriod de La Tour
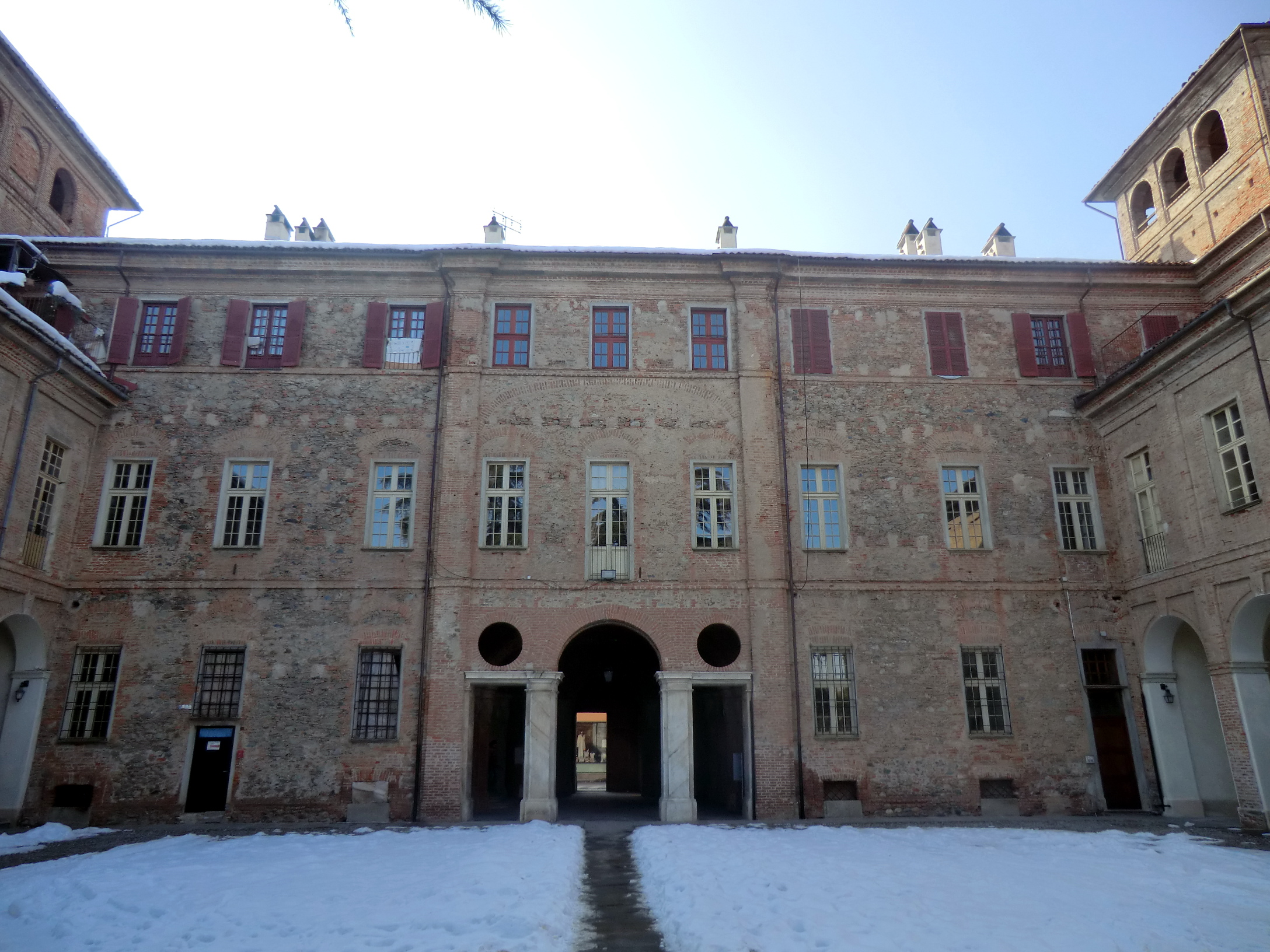
Palazzo Giriodi di Monastero vom Innenhof
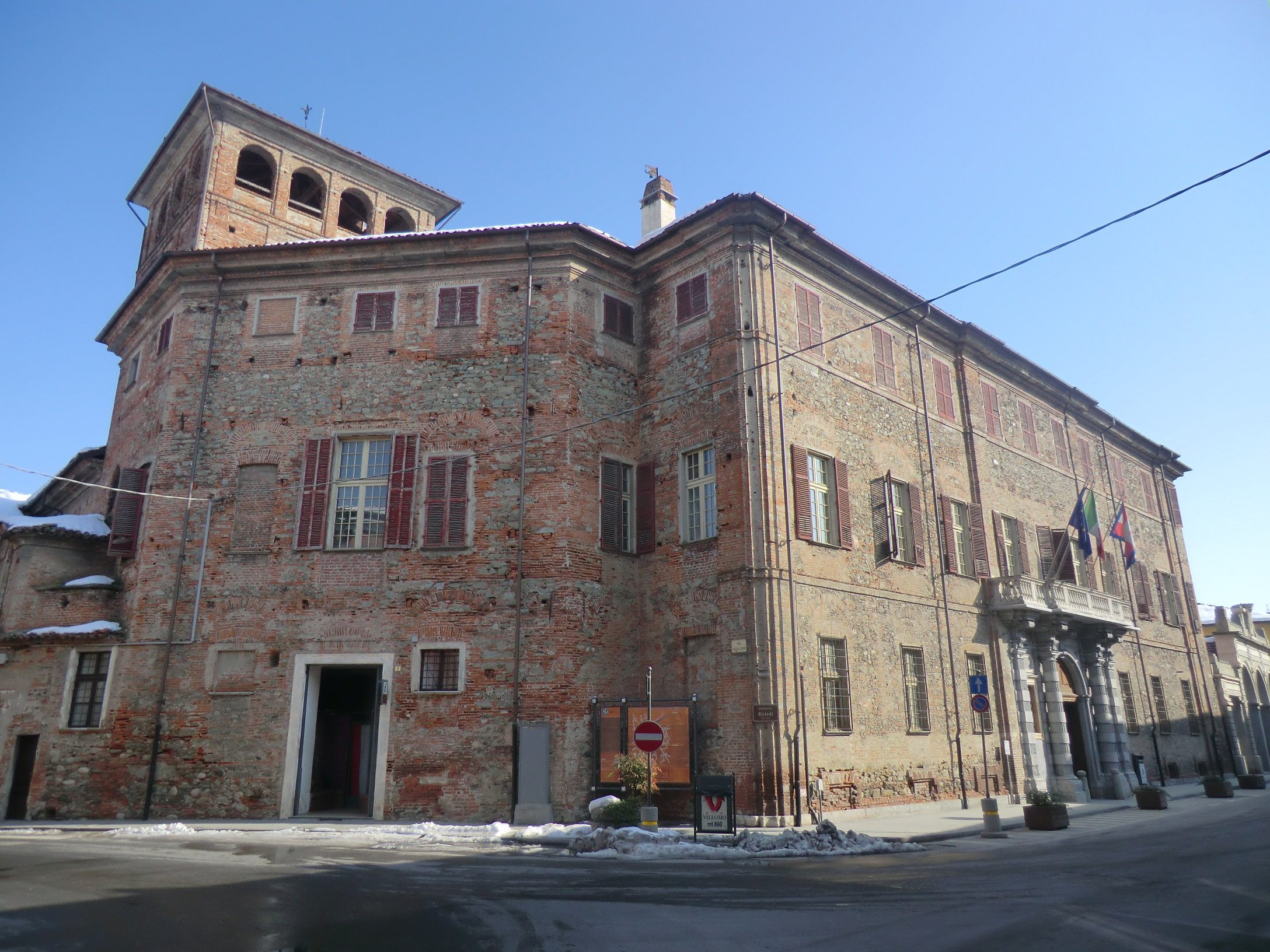
Palazzo Giriodi di Monastero
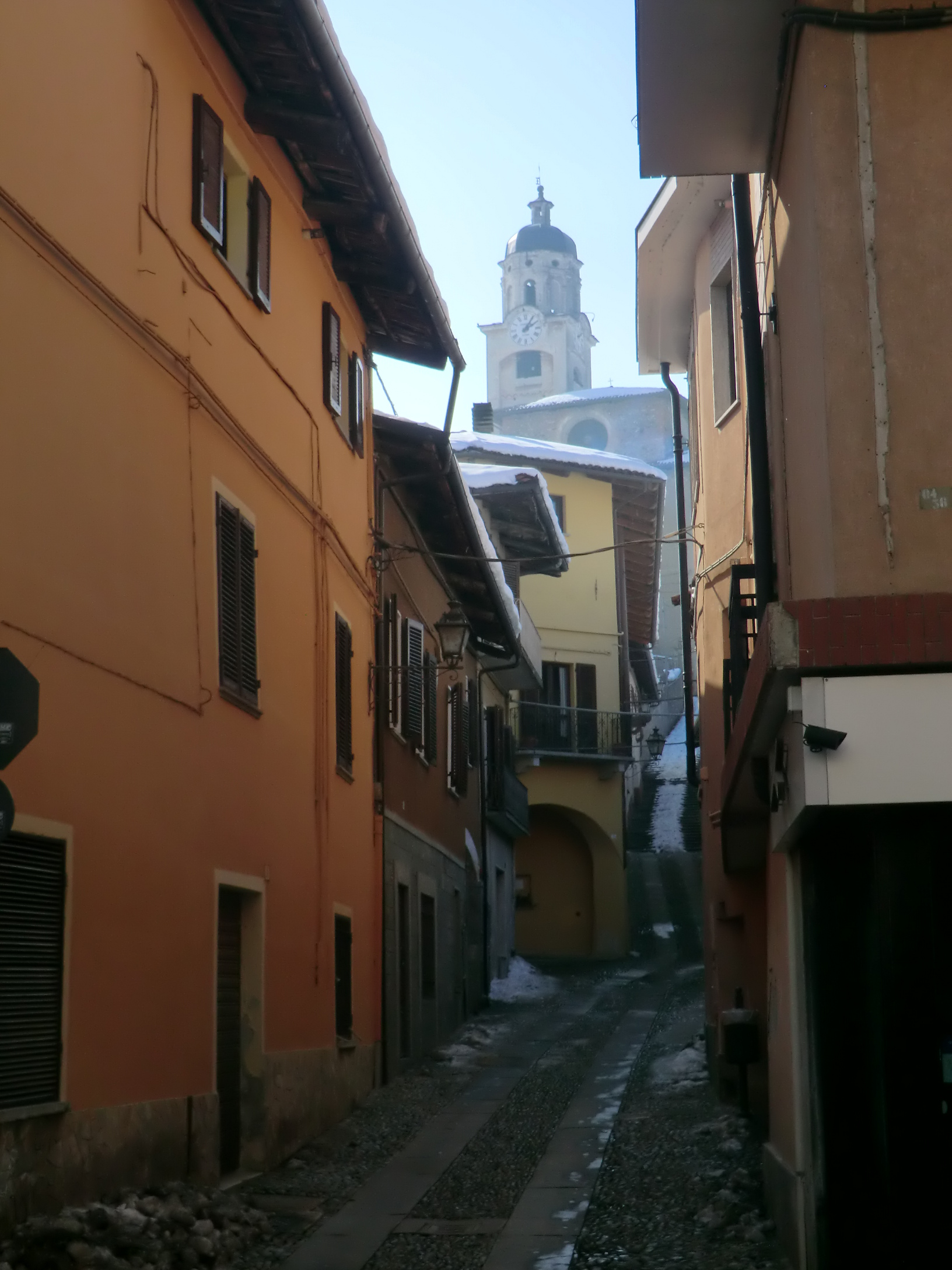
Scala Santa
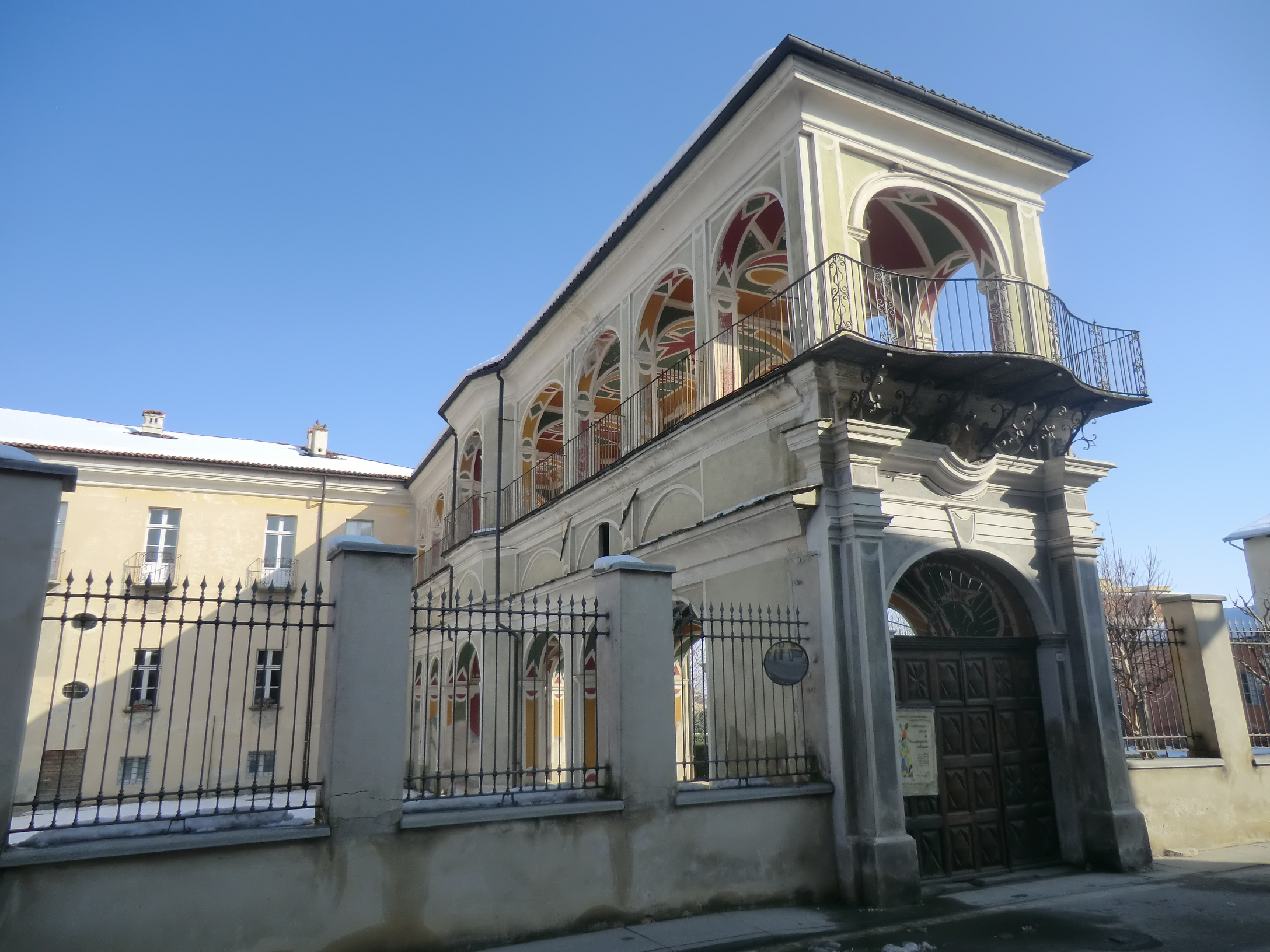
Palazzo la Tour